# Chapelle Saint-Jean de Comps-sur-Artuby
La chapelle Saint-Jean est située sur la commune de Comps-sur-Artuby, dans le département du Var.

## Histoire
La construction de cette chapelle serait due à l'ordre des Hospitaliers.
La chapelle est inscrite au titre des monuments historiques depuis le 27 janvier 1926.

## En savoir plus